# Antigüeñu
Antigüeñu fue un destacado guerrero araucano del siglo XVI.

## Biografía
Obtuvo diversas victorias antes las tropas españolas, como en Millapoa y Marigüeñu en 1554. Incendió la plaza de Cañete y destruyó la de Arauco antes de dirigirse hacia Angol. En 1564 fue atacado por los españoles en la confluencia del río Biobío y el Vergara, pero fue empujado accidentalmente al río por uno de sus hombres.